# Foro Sol
Foro Sol là một địa điểm thể thao và giải trí nằm trong Trường đua Anh em Rodríguez ở phía đông của Thành phố México, México. Sân nằm gần Sân bay quốc tế Thành phố México và được điều hành bởi Grupo CIE. Sân được xây dựng vào năm 1993.
Địa điểm ban đầu được xây dựng để tổ chức các buổi hòa nhạc lớn. Ban đầu được gọi là Autódromo, sân có sức chứa 50.000 người. Từ năm 2000 đến năm 2014, sân cũng được sử dụng làm sân vận động bóng chày, tổ chức các trận đấu trên sân nhà của Diablos Rojos del México và Tigres de México. Foro Sol là địa điểm tổ chức buổi hòa nhạc lớn thứ hai ở Thành phố México, sau Sân vận động Azteca (có sức chứa 87.523 người).
Tên gọi của sân bắt nguồn từ một nhãn hiệu bia nổi tiếng của tập đoàn Cervecería Cuauhtémoc Moctezuma.